# Dům čp. 106 (Štramberk)
Dům čp. 106 stojí na ulici Jaroňkova ve Štramberku v okrese Nový Jičín. Zděný dům byl postaven v šedesátých letech 20. století. Byl zapsán do Ústředního seznamu kulturních památek ČR před rokem 1988 a je součástí městské památkové rezervace.

## Historie
Podle urbáře z roku 1558 na náměstí bylo postaveno původně 22 domů s dřevěným podloubím, kterým bylo přiznáno šenkovní právo a sedm usedlých na předměstí. Uprostřed náměstí stál pivovar. V roce 1614 je uváděno 28 hospodářů, fara, kostel, škola a za hradbami 19 domů. Za panování jezuitů bylo v roce 1656 uváděno 53 domů. První zděný dům čp. 10 byl postaven na náměstí v roce 1799. V roce 1855 postihl Štramberk požár, při něm shořelo na 40 domů a dvě stodoly. V třicátých letech 19. století stálo nedaleko náměstí ještě dvanáct dřevěných domů. Roubený dům čp. 106 byl postaven na přelomu 18. a 19. století. Na konci šedesátých let 20. století byl přestavěn na zděný dům.

## Stavební podoba
Dům je přízemní zděná omítaná stavba obdélného půdorysu na základech původní dřevěnice.
Původní roubená stavba měla omítané stěny. Zadní průčelí bylo přistaveno k hradební zdi. Štítové průčelí bylo dvouosé, s bedněným štítem, podlomenicí a kabřincem.